# 坦桑尼亚总理
坦桑尼亚总理（Prime Minister of Tanzania），是坦桑尼亚政府首脑。
1964年4月26日，坦噶尼喀和桑给巴尔联合为坦噶尼喀和桑给巴尔联合共和国，11月1日改名坦桑尼亚联合共和国。

## 坦桑尼亚总理
政党
  坦噶尼喀非洲民族联盟

  坦桑尼亚革命党(Chama Cha Mapinduzi)
| #   | 照片           | 姓名 （生卒）                                                    | 任期                           | 政党                 |
| --- | -------------- | ---------------------------------------------------------------- | ------------------------------ | -------------------- |
| 1   |                | 拉希迪·卡瓦瓦 （Rashidi Kawawa） （1926－2009）                  | 1972年2月17日－1977年2月13日   | 坦噶尼喀非洲民族联盟 |
| 1   | 坦桑尼亚革命党 | 拉希迪·卡瓦瓦 （Rashidi Kawawa） （1926－2009）                  | 1972年2月17日－1977年2月13日   |                      |
| 2   |                | 爱德华·索科伊内 （Edward Sokoine） （1938－1984） （第1次）      | 1977年2月13日－1980年11月7日   |                      |
| 3   |                | 克莱奥帕·姆苏亚 （eopa Msuya） （1931－2025） （第1次）          | 1980年11月7日－1983年2月24日   |                      |
| (2) |                | 爱德华·索科伊内 （1938－1984） （第2次）                         | 1983年2月24日－1984年4月12日   |                      |
| 4   |                | 萨利姆·艾哈迈德·萨利姆 （Salim Ahmed Salim） （1942－）          | 1984年4月24日－1985年11月5日   |                      |
| 5   |                | 约瑟夫·瓦里奥巴 （Joseph Warioba） （1940－）                    | 1985年11月5日－1990年11月9日   |                      |
| 6   |                | 约翰·马莱塞拉 （John Malecela） （1934－）                       | 1990年11月9日－1994年12月7日   |                      |
| (3) |                | 克莱奥帕·姆苏亚 （1931－2025） （第2次）                         | 1994年12月7日－1995年11月28日  |                      |
| 7   |                | 弗兰德利克·苏马耶 （Frederick Sumaye） （1950－）                | 1995年11月28日－2005年12月30日 |                      |
| 8   |                | 爱德华·洛瓦萨 （Edward Lowassa） （1953－2024）                  | 2005年12月30日－2008年2月7日   |                      |
| 9   |                | 米增戈·平达 （Mizengo Pinda） （1948－）                         | 2008年2月9日－2015年11月20日   |                      |
| 10  |                | 馬嘉尼華·卡西姆·馬嘉尼華 （Majaliwa Kassim Majaliwa） （1960－） | 2015年11月20日－               |                      |

## 脚注
1. ↑  死于任内。